# Liste der Kulturdenkmale in Schleußig (K–Z)
Die Liste der Kulturdenkmale in Schleußig enthält die Kulturdenkmale des Leipziger Stadtteils Schleußig, die in der Denkmalliste vom Landesamt für Denkmalpflege Sachsen mit Stand 2017 erfasst wurden. In dieser Liste sind die Kulturdenkmale in den Straßen mit den Anfangsbuchstaben K–Z erfasst. Die Kulturdenkmale in den Straßen A–J sind in der Liste der Kulturdenkmale in Schleußig (A–J) aufgeführt.

## Legende
- Bild: Bild des Kulturdenkmals, ggf. zusätzlich mit einem Link zu weiteren Fotos des Kulturdenkmals im Medienarchiv Wikimedia Commons. Wenn man auf das Kamerasymbol klickt, können Fotos zu Kulturdenkmalen aus dieser Liste hochgeladen werden:
- Bezeichnung: Denkmalgeschützte Objekte und ggf. Bauwerksname des Kulturdenkmals
- Lage: Straßenname und Hausnummer oder Flurstücknummer des Kulturdenkmals. Die Grundsortierung der Liste erfolgt nach dieser Adresse. Der Link (Karte) führt zu verschiedenen Kartendiensten mit der Position des Kulturdenkmals. Fehlt dieser Link, wurden die Koordinaten noch nicht eingetragen. Sind diese bekannt, können sie über ein Tool mit einer Kartenansicht einfach nachgetragen werden. In dieser Kartenansicht sind Kulturdenkmale ohne Koordinaten mit einem roten bzw. orangen Marker dargestellt und können durch Verschieben auf die richtige Position in der Karte mit Koordinaten versehen werden. Kulturdenkmale ohne Bild sind an einem blauen bzw. roten Marker erkennbar.
- Datierung: Baubeginn, Fertigstellung, Datum der Erstnennung oder grobe zeitliche Einordnung entsprechend des Eintrags in der sächsischen Denkmaldatenbank
- Beschreibung: Kurzcharakteristik des Kulturdenkmals entsprechend des Eintrags in der sächsischen Denkmaldatenbank, ggf. ergänzt durch die dort nur selten veröffentlichten Erfassungstexte oder zusätzliche Informationen
- ID: Vom Landesamt für Denkmalpflege Sachsen vergebene, das Kulturdenkmal eindeutig identifizierende Objekt-Nummer. Der Link führt zum PDF-Denkmaldokument des Landesamtes für Denkmalpflege Sachsen. Bei ehemaligen Kulturdenkmalen können die Objektnummern unbekannt sein und deshalb fehlen bzw. die Links von aus der Datenbank entfernten Objektnummern ins Leere führen. Ein ggf. vorhandenes Icon  führt zu den Angaben des Kulturdenkmals bei Wikidata.

## Liste der Kulturdenkmale in Schleußig
| Bild                                    | Bezeichnung | Lage                                                      | Datierung | Beschreibung | ID       |
| --------------------------------------- | --- | --------------------------------------------------------- | --- | --- | -------- |
| Weitere Bilder                          | Einzeldenkmal der Sachgesamtheit Clara-Zetkin-Park (Obj. 09304591): Sockel eines Denkmals und Pavillon                                                 | Käthe-Kollwitz-Straße (Karte)                             | 1896–1897 (Denkmal), um 1830 (Gartenpavillon) | zur Sachgesamtheit Clara-Zetkin-Park gehörig, der Pavillon aus Gerhards Garten 1908 an diese Stelle versetzt, das Standbild des Fabrikanten und Politikers Karl Heine (1819–1888) im Jahr 2001 nach alten Fotos und Vorlagen neu geschaffen, stadtgeschichtliche und personengeschichtliche Bedeutung Im Jahre 1897 ehrte die Stadt Leipzig einen ihrer wichtigsten Bürger, den Rechtsanwalt und Unternehmer Ernst Carl Erdmann Heine (geb. 1819 in Leipzig, gest. 1888 in Leipzig). Der Bildhauer Carl Ludwig Seffner (1861–1932) entwarf das überlebensgroße Standbild aus Bronze, das 1943 zu Kriegszwecken eingeschmolzen wurde. Übrig blieb nur der schlichte, kantig profilierte Sockel aus rotem schwedischen Granit mit der Inschrift „Dr. Heine“. Er allein erinnerte fast 60 Jahre lang sowohl an das verlorene monumentale Kunstwerk Seffners als auch an die Persönlichkeit Heines. Als Stadtabgeordneter und Besitzer weitläufiger Ländereien nahm Heine entscheidenden Einfluss auf die Erschließung und Entwicklung der westlichen Stadtteile Leipzigs. Er initiierte den planmäßigen Ausbau der bisher dörflich geprägten Gebiete Lindenau, Schleußig und Plagwitz zu modernen Industriestandorten. Besondere personen- und stadtgeschichtliche Bedeutung sowie Erinnerungswert. Eine freie Nachschöpfung des Heine-Standbildes wurde anhand von historischen Fotografien angefertigt und 2001 auf den originalen Sockel gesetzt. LfD/2011 (siehe auch Sachgesamtsdokument Objekt 09295784) | 09292349 |
| Direkt Bild zu diesem Denkmal hochladen | Grünanlage | Klingerweg (Karte)                                        | um 1920 (Stadtgrün) | Anlage mit historischer Wegeführung und altem Gehölzbestand, zwischen Klingerweg und Weißer Elster sowie Karl-Heine-Straße und Bootshaus des Rudervereins, ortsgeschichtlich und gartenhistorisch von Bedeutung | 09292374 |
|                                         | Grünanlage | Klingerweg (Karte)                                        | 1931 Entwurf (Parkanlage) | Anlage mit historischer Wegeführung und altem Gehölzbestand, zwischen Klingerweg und Industriestraße, Auwald (Nonnenweg) und Grundstückgrenzen der rückwärtigen Bebauung Könneritzstraße, dazugehörig Eichenallee, ortsgeschichtlich und gartenhistorisch von Bedeutung | 09306901 |
| Weitere Bilder                          | Bootshaus an der Weißen Elster und Gedenktafel an die Gefallenen des 1. Weltkrieges                                                                    | Klingerweg 2 (Karte)                                      | 1904 (Vereinshaus), nach 1918 (Gedenktafel) | Putzfassade, Ziegelsockel, zum Teil holzverkleidet bzw. verschiefert, baugeschichtlich und ortsgeschichtlich von Bedeutung | 09262691 |
| Weitere Bilder                          | Villa (Nr. 1) mit Einfriedung, Toreinfahrt und Villengarten sowie Remisengebäude (Nr. 1a) mit Ufermauer und Treppe zur Weißen Elster. Villa Karl Heine | Könneritzstraße 1; 1a (Karte)                             | 1874 (Villa) | Villa am Wasser neben der Könneritzbrücke, spätklassizistisch wirkendes Gebäude, Putzfassade, einzigartige Innenausstattung, Wohnsitz des Fabrikanten und Politikers Karl Erdmann Heine (1819–1888), Schöpfer der Leipziger Westvorstadt, baugeschichtlich, ortsgeschichtlich und städtebaulich von Bedeutung | 09261079 |
|                                         | Mietshaus in halboffener Bebauung | Könneritzstraße 2 (Karte)                                 | um 1880 (Mietshaus) | das Grundstück rückwärtig zur Weißen Elster gelegen, Kopfbau einer Mietshauszeile, klassizistisch wirkende Putzfassade, baugeschichtlich von Bedeutung | 09261080 |
|                                         | Mietshaus in ehemals halboffener Bebauung | Könneritzstraße 3 (Karte)                                 | um 1880 (Mietshaus) | markante Lage in Korrespondenz zur Karl-Heine-Villa, Putzfassade, Stuck im Eingangsbereich, städtebaulich und baugeschichtlich von Bedeutung | 09262036 |
|                                         | Mietshaus in geschlossener Bebauung | Könneritzstraße 4 (Karte)                                 | um 1880 (Mietshaus) | mit Hausdurchgang, klassizistisch wirkende Putzfassade, baugeschichtlich von Bedeutung | 09299162 |
|                                         | Mietshaus in ehemals geschlossener Bebauung | Könneritzstraße 7 (Karte)                                 | bezeichnet 1883 (Mietshaus) | Putzfassade, Stuck im Eingangsbereich mit Wandgemälden in den Rahmungen, die Rückfront zum Auewald als eigentliche Schauseite gestaltet, baugeschichtlich von Bedeutung | 09262037 |
|                                         | Mietshaus in geschlossener Bebauung | Könneritzstraße 9 (Karte)                                 | 1894–1896 (Mietshaus) | Putzfassade, Rückfront zum Auewald als Schauseite gestaltet, baugeschichtlich von Bedeutung | 09294848 |
|                                         | Mietshaus in geschlossener Bebauung | Könneritzstraße 15 (Karte)                                | um 1880 (Mietshaus) | mit Tordurchfahrt und ehemals mit Laden, Putzfassade, prächtige Tordurchfahrt mit Stuckgliederung, baugeschichtlich von Bedeutung | 09262038 |
|                                         | Mietshaus in geschlossener Bebauung | Könneritzstraße 17 (Karte)                                | um 1885 (Mietshaus) | mit Tordurchfahrt, Putzfassade, Tafel über der Tordurchfahrt: »Freiheit ist des Bürgers Zierde, Segen ist der Mühe Preis«, baugeschichtlich von Bedeutung | 09262039 |
|                                         | Mietshaus in geschlossener Bebauung und Gartenpavillon im Hof                                                                                          | Könneritzstraße 19 (Karte)                                | um 1885 (Mietshaus) | mit Tordurchfahrt, Putzfassade, Stuck in der Tordurchfahrt, Schablonenmalerei im Treppenhaus, Treppenhausfenster mit Ätzglas und Bleiverglasung, baugeschichtlich von Bedeutung | 09262040 |
|                                         | Mietshaus in geschlossener Bebauung, Garage sowie Fabrikgebäude mit Schornstein im Hof                                                                 | Könneritzstraße 21 (Karte)                                | um 1890 (Mietshaus), um 1925 (Garage), um 1900 (Fabrikgebäude)                                                                                               | Vorderhaus mit Tordurchfahrt und Laden, Klinkerfassade, Schablonenmalerei im Treppenhaus, Wohnungstüren mit Supraporten, baugeschichtlich von Bedeutung | 09262041 |
|                                         | Mietshaus (Nr. 23) in geschlossener Bebauung und Hinterhaus (Nr. 23a)                                                                                  | Könneritzstraße 23; 23a (Karte)                           | um 1885 (Mietshaus) | Vorderhaus mit Hausdurchgang und mit Laden, Putzfassade, Stuck im Eingangsbereich, Windfangtür, baugeschichtlich von Bedeutung | 09262042 |
|                                         | Mietshaus in halboffener Bebauung | Könneritzstraße 24 (Karte)                                | um 1910 (Mietshaus) | Kopfbau an einer Straßengabelung, Putzfassade, mit zum Teil originalen Läden, ein Laden ehemals mit bleiverglaster Schaufenstervitrine, Fußbodenfliesen und Stuck im Eingangsbereich, baugeschichtlich und städtebaulich von Bedeutung | 09261071 |
|                                         | Mietshaus in geschlossener Bebauung und Hinterhaus | Könneritzstraße 25 (Karte)                                | um 1890 (Mietshaus) | Vorderhaus mit Tordurchfahrt, Klinkerfassade, Stuckreste im Eingangsbereich, geätzte Treppenhausfenster, baugeschichtlich von Bedeutung | 09262043 |
|                                         | Mietshaus in geschlossener Bebauung | Könneritzstraße 26 (Karte)                                | um 1903 (Mietshaus) | historistische Klinker-Putz-Fassade, zwei Erker, Jugendstilstuck im Eingangsbereich, baugeschichtlich von Bedeutung | 09261077 |
| Direkt Bild zu diesem Denkmal hochladen | Mietshaus in geschlossener Bebauung | Könneritzstraße 27 (Karte)                                | um 1890 (Mietshaus) | mit Hausdurchgang, Putz-Klinker-Fassade, reicher Stuck und Holzpaneele im Eingangsbereich, baugeschichtlich von Bedeutung | 09262044 |
|                                         | Mietshaus in geschlossener Bebauung | Könneritzstraße 28 (Karte)                                | um 1904 (Mietshaus) | Putzfassade, zwei Erker, Stuck im Eingangsbereich, baugeschichtlich von Bedeutung | 09261065 |
| Direkt Bild zu diesem Denkmal hochladen | Mietshaus in geschlossener Bebauung und Hinterhaus | Könneritzstraße 29 (Karte)                                | um 1890 (Mietshaus) | Vorderhaus mit Tordurchfahrt, Putz-Klinker-Fassade, Konsolen im Eingangsbereich, baugeschichtlich von Bedeutung | 09261072 |
|                                         | Mietshaus in geschlossener Bebauung | Könneritzstraße 30 (Karte)                                | um 1905 (Mietshaus) | mit Laden, Klinkerfassade, bleiverglaste Treppenhausfenster, Stuck und Terrazzo im Eingangsbereich, baugeschichtlich von Bedeutung | 09261066 |
| Direkt Bild zu diesem Denkmal hochladen | Mietshaus in geschlossener Bebauung | Könneritzstraße 31 (Karte)                                | um 1890 (Mietshaus) | mit Tordurchfahrt und ehemals mit Gaststätte, Putz-Klinker-Fassade, Holzpaneele und Stuckreliefs in der Tordurchfahrt, baugeschichtlich von Bedeutung | 09261073 |
|                                         | Mietshaus in geschlossener Bebauung | Könneritzstraße 32 (Karte)                                | um 1903 (Mietshaus) | mit Läden, Klinkerfassade, zwei Erker, bleiverglaste Treppenhausfenster, Stuck im Eingangsbereich, baugeschichtlich von Bedeutung | 09261067 |
|                                         | Mietshaus in geschlossener Bebauung | Könneritzstraße 33 (Karte)                                | um 1890 (Mietshaus) | mit Tordurchfahrt und mit Laden, Klinkerfassade, Schablonenmalerei im Treppenhaus, Holzpaneele und Stuckband in der Tordurchfahrt, baugeschichtlich von Bedeutung | 09261074 |
|                                         | Mietshaus in geschlossener Bebauung | Könneritzstraße 34 (Karte)                                | um 1900 (Mietshaus) | Klinkerfassade, Kastenerker, Kreuzgratgewölbe und Stuck im Eingangsbereich, baugeschichtlich von Bedeutung | 09261068 |
| Direkt Bild zu diesem Denkmal hochladen | Mietshaus in geschlossener Bebauung | Könneritzstraße 35 (Karte)                                | 1889–1894 (Mietshaus) | mit Tordurchfahrt, Putzfassade, baugeschichtlich von Bedeutung | 09296993 |
|                                         | Mietshaus in halboffener Bebauung | Könneritzstraße 36 (Karte)                                | bezeichnet 1902 (Mietshaus) | mit Eckladen, Putzfassade, Kreuzgratgewölbe und Stuck im Eingangsbereich, Eisentreppenhaus, baugeschichtlich von Bedeutung | 09261069 |
| Direkt Bild zu diesem Denkmal hochladen | Mietshaus (Nr. 37) in geschlossener Bebauung und Hinterhaus (Nr. 37a)                                                                                  | Könneritzstraße 37; 37a (Karte)                           | 1898 (Mietshaus), 1898 (Hinterhaus) | Vorderhaus mit Tordurchfahrt und mit Laden, Klinkerfassade, Treppenhausfenster mit geätzter Verglasung, Windfangtür, baugeschichtlich von Bedeutung | 09261075 |
| Direkt Bild zu diesem Denkmal hochladen | Doppelmietshaus in halboffener Bebauung und zwei Hinterhäuser                                                                                          | Könneritzstraße 39; 41 (Karte)                            | um 1910 (Doppelmietshaus) | Vorderhaus mit Tordurchfahrt und mit Läden, Klinkerfassade, Hinterhäuser mit Fachwerkgiebeln, baugeschichtlich von Bedeutung | 09261076 |
|                                         | Mietshaus in geschlossener Bebauung und Nebengebäude im Hof                                                                                            | Könneritzstraße 40 (Karte)                                | 1893–1894 (Mietshaus) | Vorderhaus mit Tordurchfahrt und mit Laden, Putzfassade, reicher Stuck in der Tordurchfahrt, Schablonenmalerei im Treppenhaus, im Hof zweigeschossiges Bäckereigebäude mit Ofen, original erhaltene Gesellenstube in der Bäckerei, baugeschichtlich und ortsentwicklungsgeschichtlich von Bedeutung | 09302297 |
| Direkt Bild zu diesem Denkmal hochladen | Kontorgebäude einer Druckerei, mit zwei seitlichen Toreinfahrten                                                                                       | Könneritzstraße 43 (Karte)                                | 1897–1898 (Kontorhaus) | Klinkerfassade, Architekt: Paul Möbius, Eisentreppenhaus, Stuck im Eingangsbereich, baugeschichtlich und künstlerisch von Bedeutung | 09261078 |
|                                         | Mietshaus in geschlossener Bebauung | Könneritzstraße 44 (Karte)                                | um 1885 (Mietshaus) | ehemals mit Laden, Putzfassade, Holzpaneele im Eingangsbereich, geätzte Treppenhausfenster, baugeschichtlich von Bedeutung | 09262571 |
|                                         | Kontorgebäude zur Straße und daran angebautes Fabrikgebäude im Hof                                                                                     | Könneritzstraße 45 (Karte)                                | um 1885 (Fabrikgebäude) | Kontor mit Holzpaneelen, Stuck und Wandmalerei sowie bleiverglaster Tür im Eingangsbereich, Fabrik Klinkerfassade, erbaut als Dampfschokoladen- und Zuckerwarenfabrik, baugeschichtlich und ortsgeschichtlich von Bedeutung | 09262622 |
|                                         | Mietshaus in geschlossener Bebauung | Könneritzstraße 46 (Karte)                                | 1900 (Mietshaus) | mit Eckladen, Putzfassade, städtebaulich wichtiger Eckbau | 09299428 |
|                                         | XXVI. Bezirksschule; 15. Bürgerschule; 48. Volksschule; heute Leipzig International School: Schule                                                     | Könneritzstraße 47 (Karte)                                | 1890–1891 (Schule) | Putzfassade, baugeschichtlich und ortsgeschichtlich von Bedeutung; Leipzig International School | 09262621 |
|                                         | Mietshaus in halboffener Bebauung | Könneritzstraße 49 (Karte)                                | um 1890 (Mietshaus) | mit Läden, Klinkerfassade, baugeschichtlich von Bedeutung | 09262620 |
|                                         | Mietshaus in geschlossener Bebauung | Könneritzstraße 54 (Karte)                                | um 1900 (Mietshaus) | mit Läden, Klinker-Putz-Fassade, Stuckkonsolen im Eingangsbereich, baugeschichtlich von Bedeutung | 09262579 |
|                                         | Mietshaus in geschlossener Bebauung | Könneritzstraße 56 (Karte)                                | um 1900 (Mietshaus) | ehemals mit Laden, Klinkerfassade, baugeschichtlich von Bedeutung | 09262578 |
| Direkt Bild zu diesem Denkmal hochladen | Mietshaus in geschlossener Bebauung | Könneritzstraße 57 (Karte)                                | um 1885 (Mietshaus) | mit Hausdurchgang und mit Laden, Putzfassade, Stuck im Hausdurchgang, Windfangtür mit Resten farbiger Bleiverglasung, Wohnungstüren mit Supraporten, baugeschichtlich von Bedeutung | 09262611 |
| Direkt Bild zu diesem Denkmal hochladen | Mietshaus in halboffener Bebauung, ehemals mit Postamt                                                                                                 | Könneritzstraße 58 (Karte)                                | um 1890 (Mietshaus) | mit Eckladen und Laden, Putzfassade, reicher Stuck im Eingangsbereich, baugeschichtlich von Bedeutung | 09262577 |
| Direkt Bild zu diesem Denkmal hochladen | Mietshaus in halboffener Bebauung | Könneritzstraße 59 (Karte)                                | um 1905 (Mietshaus) | mit Hausdurchgang, mit Läden, Putzfassade, Stuckkehle im Hausdurchgang, Reste von Schablonenmalerei im Treppenhaus, Wohnungstüren mit Supraporten, baugeschichtlich von Bedeutung | 09262575 |
|                                         | Mietshaus in geschlossener Bebauung | Könneritzstraße 60 (Karte)                                | um 1890 (Mietshaus) | mit Eckladen, Putzfassade, Eckbetonung durch Dachtürmchen, baugeschichtlich von Bedeutung | 09262573 |
| Direkt Bild zu diesem Denkmal hochladen | Mietshaus in halboffener Bebauung | Könneritzstraße 61 (Karte)                                | um 1905 (Mietshaus) | mit Läden, Stuck und aufwendige Holzpaneele im Eingangsbereich, Wohnungstüren mit Supraporten, baugeschichtlich und städtebaulich von Bedeutung | 09262576 |
| Direkt Bild zu diesem Denkmal hochladen | Mietshaus in geschlossener Bebauung | Könneritzstraße 63 (Karte)                                | um 1902 (Mietshaus) | mit Läden, Klinkerfassade, Stuck im Eingangsbereich, Wohnungstüren mit Supraporten, baugeschichtlich von Bedeutung | 09262610 |
|                                         | Mietshaus in geschlossener Bebauung | Könneritzstraße 64 (Karte)                                | 1893 (Mietshaus) | mit Läden, Putzfassade, Windfangtür mit Ätzglas, Stuck im Eingangsbereich, Wohnungstüren mit Supraporten, baugeschichtlich von Bedeutung | 09262574 |
| Direkt Bild zu diesem Denkmal hochladen | Mietshaus in geschlossener Bebauung | Könneritzstraße 67 (Karte)                                | um 1895 (Mietshaus) | mit Tordurchfahrt und Läden, Klinkerfassade, zwei Balkons mit originalen Brüstungsgittern, beide Ladenfronten original, eiserne Maueranker, baugeschichtlich von Bedeutung | 09262609 |
|                                         | Mietshaus in geschlossener Bebauung | Könneritzstraße 72 (Karte)                                | um 1895 (Mietshaus) | mit Läden, Klinkerfassade, baugeschichtlich von Bedeutung | 09261116 |
| Direkt Bild zu diesem Denkmal hochladen | Mietshaus in halboffener Bebauung | Könneritzstraße 73 (Karte)                                | um 1890 (Mietshaus) | mit Eckladen und Laden, Putzfassade, Stuck im Eingangsbereich und Wandfliesen mit Dekor, städtebaulich und baugeschichtlich von Bedeutung | 09262608 |
| Direkt Bild zu diesem Denkmal hochladen | Mietshaus in halboffener Bebauung | Könneritzstraße 74 (Karte)                                | 1898 (Mietshaus) | mit Läden und Eckladen, neobarocke Putzfassade, Eckerker, Kellerfenstergitter, Stuck im Eingangsbereich, baugeschichtlich von Bedeutung | 09261115 |
|                                         | Mietshaus in geschlossener Bebauung | Könneritzstraße 76 (Karte)                                | um 1895 (Mietshaus) | mit Läden, Klinkerfassade, baugeschichtlich von Bedeutung | 09261114 |
| Direkt Bild zu diesem Denkmal hochladen | Mietshaus in geschlossener Bebauung | Könneritzstraße 77 (Karte)                                | um 1900 (Mietshaus) | mit Läden, Klinker-Putz-Fassade, baugeschichtlich von Bedeutung | 09262652 |
|                                         | Mietshaus in geschlossener Bebauung | Könneritzstraße 78 (Karte)                                | um 1895 (Mietshaus) | mit Tordurchfahrt und mit Laden, Putz-Klinker-Fassade, Windfangtür mit Ätzglas, baugeschichtlich von Bedeutung | 09261113 |
|                                         | Mietshaus in geschlossener Bebauung | Könneritzstraße 80 (Karte)                                | um 1895 (Mietshaus) | mit Tordurchfahrt und mit Laden, Klinker-Putz-Fassade, Stuck im Eingangsbereich, Windfangtür mit Ätzglas, baugeschichtlich von Bedeutung | 09261112 |
| Direkt Bild zu diesem Denkmal hochladen | Mietshaus in geschlossener Bebauung | Könneritzstraße 83 (Karte)                                | um 1895 (Mietshaus) | mit Tordurchfahrt und mit Laden, Klinkerfassade, baugeschichtlich von Bedeutung | 09262651 |
|                                         | Mietshaus in geschlossener Bebauung | Könneritzstraße 84 (Karte)                                | um 1905 (Mietshaus) | mit Tordurchfahrt und mit Laden, Putzfassade, Stuck und Fenstergitter in der Tordurchfahrt, Windfangtür, baugeschichtlich von Bedeutung | 09261111 |
| Direkt Bild zu diesem Denkmal hochladen | Mietshaus in geschlossener Bebauung und Hinterhaus | Könneritzstraße 85 (Karte)                                | um 1895 (Mietshaus) | mit Tordurchfahrt, mit Laden, Putzfassade, Stuck in der Tordurchfahrt, Windfangtür, Wohnungstüren mit Supraporten, baugeschichtlich von Bedeutung | 09262650 |
|                                         | Mietshaus in geschlossener Bebauung | Könneritzstraße 86 (Karte)                                | um 1905 (Mietshaus) | mit Läden, Putzfassade, Jugendstilstuck im Eingangsbereich, Windfangtür mit Oberlicht, baugeschichtlich von Bedeutung | 09261110 |
| Direkt Bild zu diesem Denkmal hochladen | Mietshaus in geschlossener Bebauung | Könneritzstraße 87 (Karte)                                | um 1895 (Mietshaus) | mit Tordurchfahrt, Klinker-Putz-Fassade, preußische Kappe und Malerei in der Tordurchfahrt, Holzpaneele und Stuck im Eingangsbereich, Windfangtür mit farbiger Bleiverglasung, baugeschichtlich von Bedeutung | 09262649 |
|                                         | Mietshaus in geschlossener Bebauung | Könneritzstraße 88 (Karte)                                | um 1890 (Mietshaus) | mit Tordurchfahrt und mit Läden, Klinkerfassade, spätere Schablonenmalerei, baugeschichtlich von Bedeutung | 09291010 |
| Direkt Bild zu diesem Denkmal hochladen | Mietshaus in geschlossener Bebauung | Könneritzstraße 89 (Karte)                                | um 1895 (Mietshaus) | mit Tordurchfahrt, Klinker-Putz-Fassade, Stuckkehle in der Tordurchfahrt, baugeschichtlich von Bedeutung | 09262648 |
|                                         | Mietshaus in geschlossener Bebauung | Könneritzstraße 92 (Karte)                                | um 1895 (Mietshaus) | mit Laden, Klinkerfassade, Deckenmalerei im Eingangsbereich, baugeschichtlich von Bedeutung | 09261109 |
|                                         | Mietshaus in geschlossener Bebauung | Könneritzstraße 94 (Karte)                                | um 1895 (Mietshaus) | mit Tordurchfahrt, mit Laden, Klinkerfassade, Fußbodenfliesenmuster und Wandkacheln im Eingangsbereich, baugeschichtlich von Bedeutung | 09261108 |
|                                         | Mietshaus in geschlossener Bebauung | Könneritzstraße 96 (Karte)                                | um 1895 (Mietshaus) | mit Tordurchfahrt und mit Laden, Klinkerfassade, baugeschichtlich von Bedeutung | 09261107 |
|                                         | Mietshaus in geschlossener Bebauung | Könneritzstraße 98 (Karte)                                | 1897–1898 (Mietshaus) | mit Tordurchfahrt, ehemals mit Laden, Klinkerfassade, Wand- und Fußbodenfliesen, baugeschichtlich von Bedeutung Als Dreispänner entstand das Mietshaus in den Jahren 1897/1898 für Carl Nelb jun. aus Leipzig-Reudnitz nach Plänen des bauleitenden Architekten Richard Müller. Nachdem das Vorderhaus im Rohbau stand, wurde Antrag für ein Waschhaus- und Bäckereigebäude im Hof mitsamt Pferdestall und Kohlenkeller gestellt. Für den Verkauf der Backwaren diente der Laden im Vorderhaus. Die Schlußresvision des Hintergebäudes erfolgte im April 1899 (kriegszerstört). Ab 1903 ist eine Fleischerei auf dem Grundstück ansässig, was einige kleinere bauliche Veränderungen nach sich zog, zu nennen ist der Einbau eines weiteren Geschäfts. Beide Läden dienen nach Umbauten 1957 bzw. 1973 Wohnzwecken. Klinkerblender charakterisieren die recht breite Fassade, deren Gliederung neben den ausgebildeten Seitenrisaliten insbesondere durch Sohlbänke und kräftige Fensterverdachungen aus Kunststeinformteilen erfolgte, sämtlicher Stuck ist leider verloren. Im Inneren hat sich die bauzeitliche Ausstattung weitgehend erhalten. Das Mietshaus im geschlossenen Straßenzug besitzt einen baugeschichtlichen und ortsentwicklungsgeschichtlichen Wert. LfD/2014 | 09291011 |
| Direkt Bild zu diesem Denkmal hochladen | Mietshaus in ehemals geschlossener Bebauung | Könneritzstraße 101 (Karte)                               | bezeichnet 1906 (Mietshaus) | Klinkerfassade, baugeschichtlich von Bedeutung | 09262653 |
| Direkt Bild zu diesem Denkmal hochladen | Mietshaus in geschlossener Bebauung | Könneritzstraße 104 (Karte)                               | 1894–1895, später überformt (Mietshaus) | Putzfassade, Stuck im Eingangsbereich, Reste bleiverglaster Treppenhausfenster, baugeschichtlich von Bedeutung Für den Bau eines Vorderwohngebäudes und eines Waschhauses zeichnete Architekt Emil Appenfelder verantwortlich bezüglich Entwurf, Statik und Ausführung, Auftraggeber war der Lokalrichter Friedrich Wilhelm Otto Trautschold. Die Bauzeit betrug insgesamt sieben Monate im Jahresübergang 1894/1895. Umbauten im Erdgeschoss und ein Anfügen von hofseitigen Küchenaustritten liefen 1908 unter Beauftragung durch Max Heilemann, Inhaber einer Kunstschmiede, Fabrik für Eisenkonstruktionen. 1945 wurde vermerkt, dass das Grundstück teilweise bombengeschädigt ist. Die Rückübertragung erfolgte 1995, in den Jahren 1996/1997 Sanierung, Modernisierung und Balkonanbau. Unterlagen lieferte das Ingenieurbüro Jürgen Müller in Leipzig. Hinter der im Entwurf historistischen Putzfassade sind Teile der originalen Ausstattung weitgehend erhalten, beispielsweise bleiverglaste Treppenhausfenster und Wohnungseingangstüren. Von Seltenheitswert ist die kunstvolle schmiedeeiserne Hauseingangstür mit grazilem, ebenfalls eisernen, Oberlichtgitter (wohl von 1908). Baugeschichtlich und ortsteilentwicklungsgeschichtlich bemerkenswerter Bau, die Haustür mit Seltenheitswert. LfD/2013 | 09261105 |
| Direkt Bild zu diesem Denkmal hochladen | Mietshaus in geschlossener Bebauung | Könneritzstraße 106 (Karte)                               | bezeichnet 1896 (Mietshaus) | mit Tordurchfahrt, mittenbetonte Putzfassade, Schablonenmalerei im Treppenhaus, teilweise geätzte Treppenhausfenster, Holzpaneele und Schablonenmalerei in der Tordurchfahrt, baugeschichtlich von Bedeutung | 09261104 |
| Direkt Bild zu diesem Denkmal hochladen | Mietshaus in geschlossener Bebauung | Könneritzstraße 107 (Karte)                               | um 1890 (Mietshaus) | mit Ladeneinbau, Putzfassade, Erker, baugeschichtlich von Bedeutung | 09262654 |
|                                         | Ufermauer der Weißen Elster, mit Treppe und Pavillon                                                                                                   | Könneritzstraße 112; 114 (bei) (Karte)                    | um 1910 (Uferbefestigung) | bei Könneritzstraße 108/110, 112 und 114 und hinter den Grundstücken Oeserstraße 33, 35, 37, ortsbildprägend und baugeschichtlich von Bedeutung | 09263855 |
|                                         | Einzeldenkmale der Sachgesamtheit Siedlung Hüfferstraße (Obj. 09304318, Hüfferstraße 50–72): 10 Siedlungshäuser                                        | Marpergerstraße 1; 2; 3; 4; 5; 6; 7; 8; 9; 10 (Karte)     | um 1930/1935 (Siedlungshaus) | Putzfassade, s. a. Hüfferstraße 50–72 und Wilhelm-Wild-Straße 1–6, baugeschichtlich und städtebaulich von Bedeutung | 09262665 |
| Direkt Bild zu diesem Denkmal hochladen | Wohnhaus in offener Bebauung mit Vorgarten | Marpergerstraße 13 (Karte)                                | bezeichnet 1937 (Wohnhaus) | Putzfassade, im traditionalistischen Stil, baugeschichtlich von Bedeutung | 09262664 |
| Direkt Bild zu diesem Denkmal hochladen | Villa mit angebautem Nebengebäude, Villengarten sowie Vorgarten mit Einfriedungsmauer                                                                  | Marpergerstraße 20 (Karte)                                | 1936–1937 (Villa) | errichtet für Druckereibesitzer Willy Brandstetter, großzügige Villa im traditionalistischen Stil der 1920er/1930er Jahre, Architekt: Fritz August Breuhaus de Groot, Berlin, architekturgeschichtliche und ortsentwicklungsgeschichtliche sowie künstlerische Bedeutung | 09299398 |
| Direkt Bild zu diesem Denkmal hochladen | Wohnhaus in offener Bebauung mit Vorgarten | Marpergerstraße 26 (Karte)                                | 1938–1939 (Wohnhaus) | Putzfassade, Natursteinsockel, baugeschichtlich von Bedeutung | 09262683 |
| Direkt Bild zu diesem Denkmal hochladen | Wohnhaus in offener Bebauung mit Vorgarten | Marpergerstraße 31 (Karte)                                | 1936–1937 (Wohnhaus) | Putzfassade, im traditionalistischen Stil, baugeschichtlich von Bedeutung Von Seltenheitswert ist die Betonpfahlfundierung, die den Wohnhausneubau auf 2,70 m hohem aufgeschütteten, mit Asche und Lehm durchsetzten Boden erst ermöglichte. Auf 1,30 m wurden die Bohrpfähle dann in den gewachsenen Kies geführt, Statik und Ausführung übernahm hierfür Baumeister J. Zuber, Inhaber des Baugeschäftes Hoch-, Tief- und Eisenbetonbau Leipzig. Der Werbefachmann Lorenz Grüner (gest. 1943) erwarb im Juni 1936 das Grundstück vom Leipziger Turnierplatz Verein e. V. in Liquidation und beauftragte Architekt Theodor Paul Klotzsch mit dem Entwurf (Mitarbeit von Architekt Mau). Ausführung des Hauses mit Klinkersockel und Fassadenflächen in hellgelbem Edelputz durch Baumeister Erich Hänel. Im Jahr 1937 entstand das Einfamilienwohnhaus mit Photo-Atelier und Garagenanbau. Geschäfts- und Kolorier-Zimmer befanden sich nebst Atelier und Dunkelkammer im Erdgeschoss. Der am Nordgiebel vorgezogene Atelierraum besaß die Wirkung eines angebauten Wintergartens, im Süden Anbau der ehemals bis zur Straße reichenden Durchfahrtgarage (Abbruch 1. Halbjahr 2009) und Gartenzimmer mit Treppe zum künstlerisch angelegten und mit Nutzbäumen bepflanzten Garten. „Trockenmauern bilden den Abschluss zwischen dem höheren Vorgarten und dem tiefliegenden Wohn- und Nutzgarten … Das ganze Grundstück soll in jeder Beziehung einwandfrei, künstlerisch schön, solid und praktisch und den örtlichen Verhältnissen entsprechend erstellt werden.“ (Klotzsch) Einfriedung ehemals mit Zementsockel, ebensolchen Säulen und Feldern aus gehobeltem Lattenrost (Reste erhalten). Komplettsanierung 2009. LfD/2009 | 09262681 |
| Direkt Bild zu diesem Denkmal hochladen | Wohnhaus in offener Bebauung mit Vorgarten | Marpergerstraße 33 (Karte)                                | um 1935 (Wohnhaus) | Putzfassade, seitliches Türmchen, baugeschichtlich von Bedeutung | 09262682 |
| Direkt Bild zu diesem Denkmal hochladen | Handschwengelpumpe mit Brunnenschacht | Oeserstraße (Karte)                                       | 1912 (Handschwengelpumpe) | bei Nummer 100, Typ Großer Löwe, ortsgeschichtlich von Bedeutung | 09261106 |
| Direkt Bild zu diesem Denkmal hochladen | Reihenhaus (mit Stieglitzstraße 51–55) einer Wohnanlage, mit Vorgarten und Einfriedung                                                                 | Oeserstraße 1 (Karte)                                     | 1924–1925 (Wohnhaus) | rötliche Putzfassade, siehe auch Rochlitzstraße 38–54, Stieglitzstraße 45–49, Rödelstraße 2/4, Oeserstraße 3/5, städtebaulich und baugeschichtlich von Bedeutung | 09262672 |
|                                         | Wohnhauszeile einer Wohnhausgruppe (mit Rochlitzstraße 56 und Stieglitzstraße 59) mit Vorgarten                                                        | Oeserstraße 2; 4; 6; 8; 10; 12; 14 (Karte)                | um 1930 (Wohnhaus) | Putzfassade, symmetrisch aufgebaut, baugeschichtlich von Bedeutung | 09299274 |
|                                         | Doppelwohnhaus einer Wohnanlage | Oeserstraße 3; 5                                          | 1924–1925 (Doppelwohnhaus) | rötliche Putzfassade, siehe auch Rochlitzstraße 38–54, Rödelstraße 2/4, Stieglitzstraße 45–49 und 51–57, Oeserstraße 1, städtebaulich und baugeschichtlich von Bedeutung | 09262671 |
|                                         | Mietshaus in geschlossener Bebauung | Oeserstraße 9 (Karte)                                     | um 1902 (Mietshaus) | Klinkerfassade, Stuck im Eingangsbereich, baugeschichtlich von Bedeutung | 09292924 |
|                                         | Mietshaus in halboffener Bebauung | Oeserstraße 11 (Karte)                                    | um 1895 (Mietshaus) | Klinkerfassade, Holzpaneele und aufwendige Stuckgliederung im Eingangsbereich, bleiverglaste Treppenhausfenster, baugeschichtlich von Bedeutung | 09292925 |
| Direkt Bild zu diesem Denkmal hochladen | Mietshaus in geschlossener Bebauung, mit Vorgarten an der Probsteistraße                                                                               | Oeserstraße 13 (Karte)                                    | bezeichnet 1902 (Mietshaus) | Putzfassade mit sehr schöner Putzgliederung der gesamten Fassade mit pflanzlichen und figürlichen Motiven, Stuck im Eingangsbereich und in den Wohnungen, baugeschichtlich von Bedeutung | 09292928 |
|                                         | Mietshaus in geschlossener Bebauung und Hofgebäude | Oeserstraße 17 (Karte)                                    | um 1905 (Mietshaus) | Vorderhaus mit Tordurchfahrt, markant gegliederte Putzfassade mit flachem Erker, baugeschichtlich von Bedeutung | 09294526 |
|                                         | Mietshaus in geschlossener Bebauung und Hofgebäude | Oeserstraße 19 (Karte)                                    | um 1905 (Mietshaus) | mit Tordurchfahrt und mit Laden, markant gegliederte Putzfassade mit flachem Erker, Laden original, baugeschichtlich von Bedeutung | 09263752 |
|                                         | Mietshaus in geschlossener Bebauung | Oeserstraße 21 (Karte)                                    | 1901–1902 (Mietshaus) | mit Tordurchfahrt, Putzfassade, Wandfliesen in der Tordurchfahrt, baugeschichtlich von Bedeutung Josef Berkmann versicherte sich der fachlichen Vorbereitung und der Baubetreuung von Architekt Teichmann. Ein Bauantrag erging im Sommer 1901, die Schlußrevision erfolgte unter dem neuen, die Arbeiten auch ausführenden Eigentümer Karl Arthur Max Bernhardt (Maurermeister) im März 1902. Architekt C. Th. Zimmermann lieferte hierzu statische Berechnungen. In etwa zeitgleich entstanden eine Werkstatt mit Waschhaus und ein Pferdestallgebäude mit Wagenremise, Geschirrkammer und Futterboden. Geschäftlich wurde das Grundstück 1910 von der Zuckerwarenfabrik Paul Rothe genutzt, ab 1919 durch Fellspitzerei und Bleicherei Fa. Oscar Wehse sowie ab den 1920er Jahren vom Modellbau Otto Schmidt. Hofseitige Küchenaustritte am Vorderhaus wurden 1938 angefügt. Ein einachsiger Mittelrisalit trennt die insgesamt neun Achsen zählende Straßenfassade, die mit durchgezogenen Sohlbankgesimsen eine zusätzliche Horizontalgliederung erfährt. Heute erscheint die Putzfassade ausgesprochen nüchtern und zeigt nichts von dem in den Bauakten befindlichen feinsinnigen Gliederungskonzept des Entwurfs. Auf Stuckdekor wurde komplett verzichtet und lediglich gliedern Kunststeinformteile in der ersten Etage die Fassade. Zur erhaltenen Ausstattung gehören u. a. Treppenhaus, Wohnungseingangstüren und das zweiflüglige Tor mit Oberlicht, Kellerfenstergitter sowie noch im Oktober 2015 drei originale Holzfenster auf der Straßenseite, deren ansonsten eingebaute grobschlächtige Kunststofffenster wenig punkten. Baugeschichtlich von Wert als Wohn- und Gewerbegrundstück. LfD/2014, 2015 | 09264315 |
| Direkt Bild zu diesem Denkmal hochladen | Mietshaus in geschlossener Bebauung | Oeserstraße 22 (Karte)                                    | um 1905 (Mietshaus) | Klinkerfassade, breit abgeschrägte Ecke mit Erker, baugeschichtlich von Bedeutung | 09292929 |
|                                         | Mietshaus in ehemals geschlossener Bebauung | Oeserstraße 23 (Karte)                                    | um 1905 (Mietshaus) | Klinkerfassade, baugeschichtlich von Bedeutung | 09292920 |
| Direkt Bild zu diesem Denkmal hochladen | Mietshaus in geschlossener Bebauung | Oeserstraße 24 (Karte)                                    | um 1895 (Mietshaus) | Klinkerfassade, Stuck und Holzpaneele im Eingangsbereich, baugeschichtlich von Bedeutung | 09292921 |
| Direkt Bild zu diesem Denkmal hochladen | Mietshaus in geschlossener Bebauung | Oeserstraße 26 (Karte)                                    | um 1900 (Mietshaus) | Putzfassade, Windfangtür und Treppenhausfenster mit Resten geätzter Verglasung, Stuckkehle im Eingangsbereich, baugeschichtlich von Bedeutung | 09292922 |
| Direkt Bild zu diesem Denkmal hochladen | Mietshaus in geschlossener Bebauung | Oeserstraße 28 (Karte)                                    | um 1900 (Mietshaus) | mit Tordurchfahrt, Putz-Klinker-Fassade, Stuckkehle in der Tordurchfahrt, baugeschichtlich von Bedeutung | 09292923 |
| Direkt Bild zu diesem Denkmal hochladen | Mietshaus in geschlossener Bebauung | Oeserstraße 32 (Karte)                                    | um 1895 (Mietshaus) | mit Tordurchfahrt, Putzfassade, Treppenhausfenster mit Resten geätzter Verglasung, Windfangtür, baugeschichtlich von Bedeutung | 09290703 |
| Direkt Bild zu diesem Denkmal hochladen | Mietshaus in geschlossener Bebauung | Oeserstraße 34 (Karte)                                    | um 1908 (Mietshaus) | mit Tordurchfahrt, Putzfassade, Treppenhausfenster mit Resten farbiger Bleiverglasung, Deckenstuck und Holzpaneele in der Tordurchfahrt, baugeschichtlich von Bedeutung | 09292918 |
| Direkt Bild zu diesem Denkmal hochladen | Mietshaus in halboffener Bebauung | Oeserstraße 36 (Karte)                                    | um 1910 (Mietshaus) | Klinkerfassade, Treppenhausfenster mit Resten geätzter Verglasung, Holzpaneele und Stuckgliederung im Eingangsbereich, baugeschichtlich von Bedeutung | 09292919 |
|                                         | Mietshaus in halboffener Bebauung | Oeserstraße 37 (Karte)                                    | um 1910 (Mietshaus) | repräsentative Putzfassade, zwei Erker, Stuck und Kreuzgratgewölbe im Eingangsbereich, historische Lampe und Holzverkleidung im Eingangsbereich, baugeschichtlich von Bedeutung | 09262069 |
| Direkt Bild zu diesem Denkmal hochladen | Mietshaus in halboffener Bebauung | Oeserstraße 40 (Karte)                                    | um 1895 (Mietshaus) | Putzfassade, Stuckkehle im Eingangsbereich, baugeschichtlich von Bedeutung | 09292977 |
| Direkt Bild zu diesem Denkmal hochladen | Mietshaus in halboffener Bebauung | Oeserstraße 42 (Karte)                                    | um 1895 (Mietshaus) | mit Eckladen, Putzfassade, Eckbalkons, baugeschichtlich von Bedeutung | 09292978 |
| Direkt Bild zu diesem Denkmal hochladen | Mietshaus in halboffener Bebauung | Oeserstraße 44 (Karte)                                    | um 1895 (Mietshaus) | Klinkerfassade, Stuck und Reste von Schablonenmalerei im Eingangsbereich, baugeschichtlich von Bedeutung | 09262070 |
|                                         | Mietshaus in geschlossener Bebauung | Oeserstraße 46 (Karte)                                    | um 1905 (Mietshaus) | Klinkerfassade, Wandfliesen mit Abschlussleiste im Eingangsbereich, baugeschichtlich von Bedeutung | 09262071 |
|                                         | Doppelmietvilla (mit Dammstraße 10) mit Einfriedung und Vorgarten                                                                                      | Paußnitzstraße 1 (Karte)                                  | 1896 (Mietvilla) | | 09292351 |
|                                         | Villa mit Vorgarten und Eckmauer der Einfriedung | Paußnitzstraße 4 (Karte)                                  | um 1930 (Villa) | Putzfassade, Art-Déco-Schmuck, baugeschichtlich von Bedeutung | 09299072 |
|                                         | Wohnhaus in offener Bebauung mit angebauter Garage sowie Einfriedung und Garten                                                                        | Paußnitzstraße 9 (Karte)                                  | um 1930 (Wohnhaus) | Putzfassade, seitliches Türmchen, baugeschichtlich von Bedeutung | 09262659 |
|                                         | Wohnhaus in offener Bebauung mit Vorgarten | Paußnitzstraße 14 (Karte)                                 | um 1910 (Wohnhaus) | Klinkerfassade, Erker mit Fachwerk, baugeschichtlich von Bedeutung | 09292353 |
| Direkt Bild zu diesem Denkmal hochladen | Wohnhaus in offener Bebauung mit Vorgarten | Perrestraße 3 (Karte)                                     | um 1935 (Wohnhaus) | Putzfassade, baugeschichtliche und stadtteilentwicklungsgeschichtliche Bedeutung | 09299346 |
|                                         | Herrenhaus eines ehemaligen Vorwerkes, mit Vorgarten, Toranlage und Wegepflaster                                                                       | Pistorisstraße 2 (Karte)                                  | 1835 (Vorwerk) | einfach gegliederter Putzbau, überhöhter Mittelrisalit mit Dreiecksgiebel, ehemaliges Vorwerk des Rittergutes Kleinzschocher, ortsgeschichtlich von Bedeutung | 09292354 |
| Direkt Bild zu diesem Denkmal hochladen | Villa mit Einfriedung, Toreinfahrt und Villengarten | Pistorisstraße 5 (Karte)                                  | um 1915 (Villa) | Putzfassade, Sockel in Porphyrtuff, Giebelspitze mit Fachwerk, Reformstil-Architektur, baugeschichtlich von Bedeutung | 09292355 |
| Direkt Bild zu diesem Denkmal hochladen | Wohnhaus (mit Saalanbau) in offener Bebauung, mit Einfriedung, Pflasterung und Garten                                                                  | Pistorisstraße 6 (Karte)                                  | 1932 (Wohnhaus) | Putzfassade mit Klinkergliederung, rückseitig Saalanbau, seit 1994 Verwaltungsgebäude des Gustav-Adolf-Werkes, baugeschichtlich und ortsgeschichtlich von Bedeutung | 09292356 |
| Direkt Bild zu diesem Denkmal hochladen | Mietvilla mit Einfriedung und Garten | Pistorisstraße 7 (Karte)                                  | 1911 (Mietvilla) | Putzfassade mit Putzreliefs, baugeschichtlich von Bedeutung | 09292357 |
| Direkt Bild zu diesem Denkmal hochladen | Wohnhaus in offener Bebauung mit Einfriedung und Garten                                                                                                | Pistorisstraße 8 (Karte)                                  | 1928 (Wohnhaus), 1929 (Einfriedung) | Putzfassade, Fensterbänder, Anklänge an den Stil der Moderne, baugeschichtlich von Bedeutung | 09299352 |
| Direkt Bild zu diesem Denkmal hochladen | Wohnhaus in offener Bebauung mit Einfriedung, Toreinfahrt und Garten                                                                                   | Pistorisstraße 10 (Karte)                                 | um 1935 (Wohnhaus) | Putzfassade, im traditionalistischen Stil, baugeschichtlich von Bedeutung | 09299353 |
| Direkt Bild zu diesem Denkmal hochladen | Wohnhaus in offener Bebauung, mit Hausgarten sowie Garage, Toranlage und Einfriedung                                                                   | Pistorisstraße 16 (Karte)                                 | 1936–1937 (Wohnhaus) | Putzfassade, im traditionalistischen Stil, baugeschichtlich von Bedeutung | 09299355 |
| Direkt Bild zu diesem Denkmal hochladen | Wohnhaus in offener Bebauung mit Einfriedung und Garten                                                                                                | Pistorisstraße 28 (Karte)                                 | 1931–1932 (Wohnhaus) | Putzbau im Stil des Neuen Bauens der 1920er Jahre, Architekt: Arthur Blochwitz, baugeschichtlich und künstlerisch von Bedeutung | 09299358 |
| Direkt Bild zu diesem Denkmal hochladen | Wohnhaus in offener Bebauung mit Einfriedung und Garten sowie Pflasterung der Zufahrt                                                                  | Pistorisstraße 45 (Karte)                                 | um 1930 (Wohnhaus) | Putzfassade, im traditionalistischen Stil, baugeschichtlich von Bedeutung | 09299359 |
| Direkt Bild zu diesem Denkmal hochladen | Wohnhaus in offener Bebauung mit Hausgarten | Pistorisstraße 47 (Karte)                                 | 1935–1936 (Wohnhaus) | Putzfassade, im traditionalistischen Stil, baugeschichtlich von Bedeutung | 09299360 |
| Direkt Bild zu diesem Denkmal hochladen | Wohnhaus in offener Bebauung mit Vorgarten | Pistorisstraße 49 (Karte)                                 | um 1935 (Wohnhaus) | Putzfassade, im traditionalistischen Stil, baugeschichtlich von Bedeutung | 09299362 |
| Direkt Bild zu diesem Denkmal hochladen | Wohnhaus in offener Bebauung mit Terrasse und Vorgarten                                                                                                | Pistorisstraße 55 (Karte)                                 | um 1935 (Wohnhaus) | Putzfassade, Garageneinbau im Keller, im traditionalistischen Stil, baugeschichtlich von Bedeutung | 09299361 |
| Direkt Bild zu diesem Denkmal hochladen | Mietshaus in halboffener Bebauung | Probsteistraße 1 (Karte)                                  | um 1905 (Mietshaus) | Klinkerfassade, baugeschichtlich von Bedeutung | 09292930 |
|                                         | Mietshaus in geschlossener Bebauung mit Vorgarten | Probsteistraße 2 (Karte)                                  | um 1907 (Mietshaus) | Klinkerfassade, kassettierte Tonne und Kreuzgratgewölbe im Eingangsbereich, baugeschichtlich von Bedeutung | 09292927 |
| Direkt Bild zu diesem Denkmal hochladen | Mietshaus in halboffener Bebauung | Probsteistraße 3 (Karte)                                  | 1902 (Mietshaus) | Klinkerfassade, geätzte Treppenhausfenster, Wandstuck im Eingangsbereich, baugeschichtlich von Bedeutung | 09290771 |
|                                         | Mietshaus in geschlossener Bebauung mit Vorgarten | Probsteistraße 4 (Karte)                                  | um 1905 (Mietshaus) | ehemals mit Laden, Klinkerfassade, Treppenhausfenster mit Resten farbiger Bleiverglasung, Stuckkehle im Eingangsbereich, baugeschichtlich von Bedeutung | 09292926 |
|                                         | Mietshaus in geschlossener Bebauung mit Vorgarten | Probsteistraße 6 (Karte)                                  | um 1905 (Mietshaus) | Putzfassade, Stuckgliederung und Wandfliesen im Eingangsbereich, baugeschichtlich von Bedeutung | 09292931 |
| Direkt Bild zu diesem Denkmal hochladen | Doppelmietshaus in offener Bebauung mit Einfriedung und Vorgarten                                                                                      | Probsteistraße 7; 9 (Karte)                               | um 1900 (Doppelmietshaus) | Putz-Klinker-Fassade, Terrazzo im Eingangsbereich, baugeschichtlich von Bedeutung | 09292358 |
|                                         | Mietshaus in offener Bebauung mit Einfriedung und Vorgarten                                                                                            | Probsteistraße 11 (Karte)                                 | um 1910 (Mietshaus) | sparsam gegliederte Putzfassade, Terrazzofußboden im Eingangsbereich, baugeschichtlich von Bedeutung | 09292359 |
|                                         | Villa mit Vorgarten und Einfriedung | Probsteistraße 18 (Karte)                                 | bezeichnet 1911 (Villa) | Klinker-Putz-Fassade, Mansarddach, Reformstil-Architektur, baugeschichtlich von Bedeutung | 09262660 |
| Direkt Bild zu diesem Denkmal hochladen | Kabelverzweigergehäuse für Telefonanschlüsse | Rochlitzstraße (Karte)                                    | | technikgeschichtlich von Bedeutung, Seltenheits- und Dokumentationswert | 09306898 |
| Direkt Bild zu diesem Denkmal hochladen | Mietshaus in halboffener Bebauung | Rochlitzstraße 31 (Karte)                                 | um 1915 (Mietshaus) | abwechslungsreich gestaltete Putzfassade mit Erker und Balkons, Haustür mit geschliffenen Scheiben, baugeschichtlich von Bedeutung | 09262646 |
| Direkt Bild zu diesem Denkmal hochladen | Mietshaus in geschlossener Bebauung | Rochlitzstraße 33 (Karte)                                 | um 1915 (Mietshaus) | abwechslungsreich gestaltete Putzfassade mit Erker und Balkons, Wandgliederung und Wandfliesen mit Dekor im Eingangsbereich, baugeschichtlich von Bedeutung | 09262645 |
| Direkt Bild zu diesem Denkmal hochladen | Mietshaus in geschlossener Bebauung | Rochlitzstraße 35 (Karte)                                 | um 1915 (Mietshaus) | abwechslungsreich gestaltete Putzfassade mit Erker und Balkons, Tonnengewölbe im Eingangsbereich, baugeschichtlich von Bedeutung | 09262644 |
| Direkt Bild zu diesem Denkmal hochladen | Mietshaus in geschlossener Bebauung | Rochlitzstraße 37 (Karte)                                 | 1912 (Mietshaus) | | 09262643 |
| Direkt Bild zu diesem Denkmal hochladen | Reihenhaus einer Wohnanlage, mit Vorgärten und Einfriedung                                                                                             | Rochlitzstraße 38; 40; 42; 44; 46; 48; 50; 52; 54 (Karte) | 1924–1925 (Wohnhaus) | rötliche Putzfassade, siehe auch Oeserstraße 1–5, Rödelstraße 2/4 und Stieglitzstraße 45–49 und 51–57, städtebaulich und baugeschichtlich von Bedeutung | 09262670 |
| Direkt Bild zu diesem Denkmal hochladen | Mietshaus in geschlossener Bebauung | Rochlitzstraße 39 (Karte)                                 | um 1915 (Mietshaus) | abwechslungsreich gestaltete Putzfassade mit Erker und Balkons, teilweise Bleiglasfenster, Lampe im Flur original, baugeschichtlich von Bedeutung | 09262642 |
| Direkt Bild zu diesem Denkmal hochladen | Mietshaus in geschlossener Bebauung | Rochlitzstraße 41 (Karte)                                 | um 1915 (Mietshaus) | Putzfassade, zwei Erker, Kellerfenstergitter, Malerei in der Portalzone, baugeschichtlich von Bedeutung | 09262641 |
| Direkt Bild zu diesem Denkmal hochladen | Mietshaus in geschlossener Bebauung | Rochlitzstraße 43 (Karte)                                 | um 1910 (Mietshaus) | Putzfassade, zwei Erker, Reliefs im Eingangsbereich, Schablonenmalerei im Eingangsbereich und im Treppenhaus, baugeschichtlich von Bedeutung | 09262640 |
| Direkt Bild zu diesem Denkmal hochladen | Mietshaus in geschlossener Bebauung | Rochlitzstraße 45 (Karte)                                 | um 1910 (Mietshaus) | Putzfassade, zwei Erker, Stuckreliefs im Eingangsbereich, Treppenhausfenster mit Resten farbiger Bleiverglasung, Malerei im Treppenhaus, baugeschichtlich von Bedeutung | 09264599 |
| Direkt Bild zu diesem Denkmal hochladen | Mietshaus in geschlossener Bebauung | Rochlitzstraße 47 (Karte)                                 | um 1910 (Mietshaus) | Putzfassade, zwei Erker, Wandfliesen mit Dekor, Stuck im Eingangsbereich, Reste von Schablonenmalerei im Treppenhaus, Haustür mit bleiverglastem Oberlicht, baugeschichtlich von Bedeutung | 09262638 |
| Direkt Bild zu diesem Denkmal hochladen | Mietshaus in geschlossener Bebauung | Rochlitzstraße 49 (Karte)                                 | um 1910 (Mietshaus) | Putzfassade, zwei Erker, Haustür mit geschliffenen Scheiben, Stuck im Eingangsbereich, Wohnungstüren mit Bleiverglasung, baugeschichtlich von Bedeutung | 09262637 |
| Direkt Bild zu diesem Denkmal hochladen | Mietshaus in halboffener Bebauung | Rochlitzstraße 51 (Karte)                                 | um 1905 (Mietshaus) | Klinker-Putz-Fassade, Holzpaneele und Stuck im Eingangsbereich, baugeschichtlich von Bedeutung | 09262636 |
| Direkt Bild zu diesem Denkmal hochladen | Mietshaus in halboffener Bebauung | Rochlitzstraße 53 (Karte)                                 | um 1890 (Mietshaus) | mit Tordurchfahrt, Klinkerfassade, Reste von Schablonenmalerei in der Tordurchfahrt, baugeschichtlich von Bedeutung | 09262080 |
| Direkt Bild zu diesem Denkmal hochladen | Wohnhaus einer Wohnhausgruppe (mit Oeserstraße 2–14 und Stieglitzstraße 59) mit Vorgarten                                                              | Rochlitzstraße 56 (Karte)                                 | um 1930 (Wohnhaus) | Putzfassade, symmetrisch aufgebaut, baugeschichtlich von Bedeutung | 09299276 |
| Direkt Bild zu diesem Denkmal hochladen | Wohnhausgruppe in offener Bebauung, mit Einfriedung und Vorgärten                                                                                      | Rochlitzstraße 62; 64; 66; 68; 70 (Karte)                 | um 1930 (Wohnhaus) | Putzfassade mit Klinkergliederung, baugeschichtlich von Bedeutung | 09262695 |
| Direkt Bild zu diesem Denkmal hochladen | Mietshaus in geschlossener Bebauung | Rochlitzstraße 63 (Karte)                                 | um 1905 (Mietshaus) | Putzfassade, Stuck und Holzpaneele im Eingangsbereich, baugeschichtlich von Bedeutung | 09262507 |
| Direkt Bild zu diesem Denkmal hochladen | Mietshaus in halboffener Bebauung | Rochlitzstraße 65 (Karte)                                 | um 1905 (Mietshaus) | Klinkerfassade, bleiverglaste Treppenhausfenster, Reste von Schablonenmalerei im Eingangsbereich, baugeschichtlich von Bedeutung | 09262506 |
| Direkt Bild zu diesem Denkmal hochladen | Mietshaus in halboffener Bebauung | Rochlitzstraße 67 (Karte)                                 | um 1895 (Mietshaus) | Klinker-Putz-Fassade, teilweise bleiverglaste Treppenhausfenster, baugeschichtlich von Bedeutung | 09290767 |
| Direkt Bild zu diesem Denkmal hochladen | Wohnhaus einer Wohnhausgruppe (mit Huberstraße 1–5 und Stieglitzstraße 71), mit Vorgarten und Einfriedung                                              | Rochlitzstraße 72 (Karte)                                 | um 1925 (Wohnhaus) | Putzfassade, baugeschichtlich von Bedeutung | 09262698 |
| Direkt Bild zu diesem Denkmal hochladen | Mietshaus in offener Bebauung mit seitlicher Einfriedung und Toreinfahrt                                                                               | Rochlitzstraße 74 (Karte)                                 | um 1910 (Mietshaus) | Putzfassade, Stuck im Eingangsbereich, Treppenhausfenster mit Resten farbiger Bleiverglasung, Reformstil-Architektur, baugeschichtlich von Bedeutung | 09262633 |
| Direkt Bild zu diesem Denkmal hochladen | Mietshaus in offener Bebauung mit seitlicher Einfriedung und Toreinfahrt                                                                               | Rochlitzstraße 76 (Karte)                                 | um 1910 (Mietshaus) | Putzfassade, kassettiertes Tonnengewölbe im Eingangsbereich, Reformstil-Architektur, baugeschichtlich von Bedeutung | 09262634 |
| Direkt Bild zu diesem Denkmal hochladen | Mietshaus in offener Bebauung | Rochlitzstraße 78 (Karte)                                 | um 1905 (Mietshaus) | Putz-Klinker-Fassade, Stuck im Eingangsbereich, Wohnungstüren mit Supraporten, baugeschichtlich von Bedeutung | 09262635 |
| Direkt Bild zu diesem Denkmal hochladen | Mietshaus in geschlossener Bebauung (bauliche Einheit mit Nr. 92)                                                                                      | Rochlitzstraße 90 (Karte)                                 | um 1908 (Mietshaus) | Putzfassade, zwei flache Erker, Stuck im Eingangsbereich, Wohnungstüren mit Supraporten, baugeschichtlich von Bedeutung | 09262565 |
| Direkt Bild zu diesem Denkmal hochladen | Mietshaus in geschlossener Bebauung (bauliche Einheit mit Nr. 90)                                                                                      | Rochlitzstraße 92 (Karte)                                 | um 1908 (Mietshaus) | Putzfassade, zwei flache Erker, Stuck im Eingangsbereich, Wohnungstüren mit Supraporten, baugeschichtlich von Bedeutung | 09262566 |
| Direkt Bild zu diesem Denkmal hochladen | Mietshaus in geschlossener Bebauung (bauliche Einheit mit Nr. 96)                                                                                      | Rochlitzstraße 94 (Karte)                                 | um 1908 (Mietshaus) | Klinkerfassade, zwei flache Erker, Wandfliesen mit Abschlussleiste und Dekor, Haustür mit bleiverglastem Oberlicht, baugeschichtlich von Bedeutung | 09262508 |
| Direkt Bild zu diesem Denkmal hochladen | Mietshaus in geschlossener Bebauung (bauliche Einheit mit Nr. 94)                                                                                      | Rochlitzstraße 96 (Karte)                                 | um 1908 (Mietshaus) | Klinkerfassade, zwei flache Erker, Stuck im Eingangsbereich, baugeschichtlich von Bedeutung | 09262509 |
|                                         | Doppelwohnhaus einer Wohnanlage, mit Vorgärten und Einfriedung                                                                                         | Rödelstraße 2; 4 (Karte)                                  | 1924–1925 (Doppelwohnhaus) | rötliche Putzfassade, siehe auch Oeserstraße 1–5, Rochlitzstraße 38–54, Stieglitzstraße 45–49 und 51–57, städtebaulich und baugeschichtlich von Bedeutung | 09262674 |
| Direkt Bild zu diesem Denkmal hochladen | Vorgarten-Einfriedung einer Schule | Rödelstraße 6 (Karte)                                     | 1908 (Garteneinfriedung) | handwerklich-künstlerischer Wert | 09262669 |
| Direkt Bild zu diesem Denkmal hochladen | Doppelmietshaus (Anschrift: Dammstraße 2 und Rödelstraße 9) in offener Bebauung und hofseitige Kegelbahn                                               | Rödelstraße 9 (Karte)                                     | 1889–1890 (Doppelmietshaus) | mit Gaststätte, Putzfassade, originale Windfangtür, baugeschichtlich und städtebaulich von Bedeutung | 09292339 |
|                                         | Mietshaus in geschlossener Bebauung, mit Vorgarten an der Probsteistraße                                                                               | Rödelstraße 10 (Karte)                                    | um 1905 (Mietshaus) | ehemals mit Eckladen, Putzfassade, Eckbetonung durch überhöhten Erker, Stuck im Eingangsbereich, baugeschichtlich von Bedeutung | 09292361 |
|                                         | Doppelmietvilla, mit Vorgarten an der Probsteistraße                                                                                                   | Rödelstraße 11; 13 (Karte)                                | um 1875 (Mietvilla) | Klinker-Putz-Fassade, Betonung durch Ecktürme, hölzerner Windfang bei Nummer 11, baugeschichtlich von Bedeutung | 09262661 |
| Direkt Bild zu diesem Denkmal hochladen | Mietshaus in halboffener Bebauung | Rödelstraße 12 (Karte)                                    | um 1905 (Mietshaus) | Klinkerfassade, Stuckfelder mit Landschaftsgemälden im Eingangsbereich, Jugendstilausmalung im Treppenhaus, baugeschichtlich von Bedeutung | 09292362 |
| Direkt Bild zu diesem Denkmal hochladen | Mietshaus in halboffener Bebauung | Rödelstraße 14 (Karte)                                    | 1912 (Mietshaus) | ehemals mit Restaurant »Elstertal«, Putzfassade, Wandkacheln mit Segelschiffen im Eingangsbereich, Reformstil-Architektur, ortsgeschichtlich von Bedeutung | 09292363 |
| Weitere Bilder                          | Wohnhausgruppe in offener Bebauung mit Vorgärten | Rödelstraße 15; 17; 19 (Karte)                            | 1913 (Wohnhaus) | mit Läden, Putzfassade, Windfangtür bei Nummer 15, Nummer 19 Kindheitswohnort des Künstlers Blinky Palermo (eigentlich Peter Heisterkamp, 1943–1977), Reformstil-Architektur, baugeschichtlich von Bedeutung | 09292366 |
|                                         | Mietshaus in geschlossener Bebauung | Rödelstraße 16 (Karte)                                    | um 1910 (Mietshaus) | mit Tordurchfahrt und mit Laden (ehemalige Drogerie), Putzfassade im Reformstil, mit Putzreliefs und ehemals mit erhabenen Werbeschriftzügen über die gesamte Fassade, Windfangtür, baugeschichtlich und ortsgeschichtlich von Bedeutung | 09292365 |
| Direkt Bild zu diesem Denkmal hochladen | Mietshaus in geschlossener Bebauung | Rödelstraße 20 (Karte)                                    | um 1910 (Mietshaus) | mit Tordurchfahrt und mit Laden, Putzfassade, Reformstil-Architektur, Ornament-Wandkacheln im Eingangsbereich, Wand- und Deckengliederung im Eingangsbereich, baugeschichtlich von Bedeutung | 09292367 |
| Direkt Bild zu diesem Denkmal hochladen | Mietshaus in geschlossener Bebauung | Rödelstraße 22 (Karte)                                    | um 1890 (Mietshaus) | Putzfassade, baugeschichtlich von Bedeutung | 09262656 |
| Direkt Bild zu diesem Denkmal hochladen | Mietshaus in geschlossener Bebauung | Rödelstraße 24 (Karte)                                    | um 1885 (Mietshaus) | mit Laden, Putzfassade, baugeschichtlich von Bedeutung | 09262655 |
|                                         | Mietshaus in halboffener Bebauung | Schnorrstraße 3 (Karte)                                   | um 1895 (Mietshaus) | Klinkerfassade, Balkons, Treppenhausfenster mit Resten geätzter Verglasung, Windfangtür mit Ätzglas, baugeschichtlich von Bedeutung | 09292368 |
|                                         | Mietshaus in halboffener Bebauung | Schnorrstraße 3b (Karte)                                  | 1902–1903 (Mietshaus) | mit Eckladen, reich gestaltete Putz-Klinker-Fassade, baugeschichtlich von Bedeutung Das Eckgebäude zur Oeserstraße entstand in den Jahren 1902 und 1903. Ein erster Entwurf 1901 von Architekt Ernst Krug für Zimmermeister Hermann Plötner aus Kleinzschocher kam nicht zur Ausführung. Über die Leipziger Terraingesellschaft (beteiligt auch Emil Franz Hänsel) gelangte das Grundstück in den Besitz von Zimmermeister Robert Krämer, der den Architekten Richard Müller mit Entwurf, statischen Berechnungen und Bauleitung des Unternehmens beauftragte. Zudem wird Architekt Moritz Eulitz in den Akten als Bauleiter genannt. Mit Sicherheit kann der Bauherr, Inhaber eines Bau- und Zimmereigeschäftes, auch als Ausführender angesprochen werden. Nach Zwangsversteigerung 1904 im Besitz von Privatmann Ernst Adolf Helbig, 1913 von Geschäftsleiter Gustav Heinrich Muschwitz. Nach dem Tod ihres Mannes steht 1948 Maria Muschwitz geb. Burkhardt im Grundbuch. Die Klinker-Putz-Fassade mit opulenter Stuckdekoration und repräsentativem Eingangsportal in barockisierender Formensprache. Heute ausgebautes Dachgeschoss mit Liegefenstern, Sanierung 1997–1998. LfD/2009 | 09302427 |
| Direkt Bild zu diesem Denkmal hochladen | Mietshaus in geschlossener Bebauung (bauliche Einheit mit Nr. 7)                                                                                       | Schnorrstraße 5 (Karte)                                   | um 1900 (Mietshaus) | Putzfassade, Mittelerker, baugeschichtlich von Bedeutung | 09292369 |
| Direkt Bild zu diesem Denkmal hochladen | Mietshaus in halboffener Bebauung | Schnorrstraße 6 (Karte)                                   | um 1890 (Mietshaus) | mit Eckladen, Klinkerfassade, Eckerker, Stuck im Eingangsbereich, dreieckiges Treppenhausauge, Wohnungstüren mit Supraporten, baugeschichtlich von Bedeutung | 09262647 |
| Direkt Bild zu diesem Denkmal hochladen | Mietshaus in geschlossener Bebauung (bauliche Einheit mit Nr. 5)                                                                                       | Schnorrstraße 7 (Karte)                                   | um 1900 (Mietshaus) | Putzfassade, Mittelerker, Stuck im Eingangsbereich, Wand- und Deckengemälde im Eingangsbereich, Wohnungstüren mit Supraporten, baugeschichtlich von Bedeutung | 09262598 |
| Direkt Bild zu diesem Denkmal hochladen | Mietshaus in geschlossener Bebauung | Schnorrstraße 9 (Karte)                                   | um 1905 (Mietshaus) | mit Tordurchfahrt, Putzfassade, Traufbereich ehemals mit Schablonenmalerei, Stuck in der Tordurchfahrt, Windfangtür, baugeschichtlich von Bedeutung | 09262599 |
| Direkt Bild zu diesem Denkmal hochladen | Mietshaus in geschlossener Bebauung | Schnorrstraße 11 (Karte)                                  | um 1900 (Mietshaus) | mit Tordurchfahrt und ehemals mit Laden, Klinkerfassade, baugeschichtlich von Bedeutung | 09262600 |
| Direkt Bild zu diesem Denkmal hochladen | Mietshaus in geschlossener Bebauung | Schnorrstraße 13 (Karte)                                  | um 1905 (Mietshaus) | mit Tordurchfahrt, Putzfassade, Erker, Windfangtür, baugeschichtlich von Bedeutung | 09262601 |
| Direkt Bild zu diesem Denkmal hochladen | Mietshaus in geschlossener Bebauung | Schnorrstraße 16 (Karte)                                  | um 1900 (Mietshaus) | mit Hausdurchgang, Klinker-Putz-Fassade, Mittelerker, Stuck im Eingangsbereich, bleiverglaste Windfangtür, baugeschichtlich von Bedeutung | 09262603 |
| Direkt Bild zu diesem Denkmal hochladen | Mietshaus in geschlossener Bebauung | Schnorrstraße 18 (Karte)                                  | um 1900 (Mietshaus) | Klinkerfassade, zwei Erker, Windfangtür, Holzpaneele im Eingangsbereich, baugeschichtlich von Bedeutung | 09262602 |
| Direkt Bild zu diesem Denkmal hochladen | Mietshaus in geschlossener Bebauung | Schnorrstraße 20 (Karte)                                  | um 1885 (Mietshaus) | mit Tordurchfahrt und Laden, Klinker-Putz-Fassade, Stuck im Eingangsbereich, geätzte Treppenhausfenster, Wohnungstüren mit Supraporten, baugeschichtlich von Bedeutung | 09262604 |
| Direkt Bild zu diesem Denkmal hochladen | Mietshaus in geschlossener Bebauung | Schnorrstraße 22 (Karte)                                  | um 1895 (Mietshaus) | Klinkerfassade, Balkon, Stuck und Wandgemälde im Eingangsbereich von 1996, baugeschichtlich von Bedeutung | 09262605 |
|                                         | Mietshaus in halboffener Bebauung | Schnorrstraße 23 (Karte)                                  | um 1895 (Mietshaus) | mit Läden, Klinkerfassade, Stuck im Eingangsbereich, Windfangtür, baugeschichtlich von Bedeutung | 09262063 |
| Direkt Bild zu diesem Denkmal hochladen | Mietshaus in geschlossener Bebauung | Schnorrstraße 24 (Karte)                                  | um 1885 (Mietshaus) | mit Tordurchfahrt (ehemals Laden) und mit Laden, Putzfassade, Balkon, Ladenfront original, Wandmalerei und Stuck im Eingangsbereich, Windfangtür mit Ätzglas, Treppenhausfenster mit Resten geätzter Verglasung, baugeschichtlich von Bedeutung | 09262606 |
| Direkt Bild zu diesem Denkmal hochladen | Mietshaus in halboffener Bebauung | Schnorrstraße 25 (Karte)                                  | um 1900 (Mietshaus) | Klinkerfassade, Stuck im Eingangsbereich, baugeschichtlich von Bedeutung | 09262459 |
| Direkt Bild zu diesem Denkmal hochladen | Mietshaus in geschlossener Bebauung | Schnorrstraße 26 (Karte)                                  | um 1895 (Mietshaus) | Klinkerfassade, Stuck im Eingangsbereich, Windfangtür mit Ätzglas, Wohnungstüren mit Supraporten, baugeschichtlich von Bedeutung | 09262607 |
|                                         | Mietshaus in geschlossener Bebauung | Schnorrstraße 27 (Karte)                                  | um 1900 (Mietshaus) | mit Eckladen, Klinkerfassade, ehemals Stuck und Malerei im Eingangsbereich, baugeschichtlich von Bedeutung | 09262458 |
|                                         | Mietshaus in geschlossener Bebauung | Schnorrstraße 32 (Karte)                                  | um 1900 (Mietshaus) | mit Eckladen, Putzfassade, baugeschichtlich von Bedeutung | 09292988 |
|                                         | Mietshaus in halboffener Bebauung | Schnorrstraße 34 (Karte)                                  | um 1895 (Mietshaus) | mit Eckladen, Klinkerfassade, baugeschichtlich von Bedeutung | 09262064 |
| Direkt Bild zu diesem Denkmal hochladen | Mietshaus in halboffener Bebauung | Schnorrstraße 38 (Karte)                                  | um 1905 (Mietshaus) | mit Eckladen, Klinkerfassade, Stuck und Holzpaneele im Eingangsbereich, baugeschichtlich von Bedeutung | 09262460 |
| Direkt Bild zu diesem Denkmal hochladen | Mietshaus in halboffener Bebauung | Schnorrstraße 40 (Karte)                                  | um 1900 (Mietshaus) | Klinkerfassade, mit einer Art Eckturm, baugeschichtlich von Bedeutung | 09262597 |
| Direkt Bild zu diesem Denkmal hochladen | Wohnhaus in offener Bebauung mit Garten und Vorgarten                                                                                                  | Silbermannstraße 6 (Karte)                                | 1935 (Wohnhaus) | zeittypische Putzfassade, vor dreiviertelrundem Treppenhaus lebensgroße Plastik, Stützmauern und Plattenbeläge in Naturstein, im traditionalistischen Stil der Zeit, baugeschichtlich und gartenhistorisch von Bedeutung Für die Planfertigung des Einfamilienhauses konnte der renommierte Architekt Alfred Liebig gewonnen werden, der 1935 eine Bauvoranfrage stellte und im weiteren Verlauf des noch im gleichen Jahr abgeschlossenen Unternehmens die Bauleitung innehatte. Bauherr des als steuerbefreites Eigenheim anerkannten Hauses war der Inhaber eines Rauchwarengeschäftes, Rudolf Tenzler, der das Grundstück aus den Händen von Fritz Naumann käuflich erworben hatte. Mit der Ausführung beauftragt wurde das Baugeschäft des Baumeisters Erich Kohnert, wobei Eisenträger der Fa. Thyssen, Eisen- und Stahl-AG Zweigniederlassung Leipzig Verwendung fanden. Es entstand auf einem ansprechend großen, parkähnlich gestalteten Grundstück als dreigeschossiger Baukörper, neben der über zwei Etagen reichenden Wohnung des Besitzers war die Einrichtung einer Hausmannswohnung unterm Dach vorgesehen. Mehrfach wurden die Pläne überarbeitet, auch jene für die Ende des Jahres errichtete Einfriedung, die Säulen und Sockel aus Kunstkalkstein erhielt sowie Tore und Eingangstür in Eisenkonstruktionen. Das Wohnhaus, durch einen schmalen Vorgarten von der Straße getrennt, ist verputzt und besitzt einen markant in Erscheinung tretenden Treppenturm. Malerisch tritt die vielgliedrige Dachlandschaft inmitten des heute alten Baumbestandes hervor, grüßt ebenerdig eine Skulptur den Eintretenden. Für 1937 ist ein kleiner Umbau aktenkundig, das Anfügen eines Raumes für Pflanzen mit oberem Austritt betreffend. Hier fanden Eisenklinkerplatten für die Säulenverkleidung und die Sohlbank Verwendung (Ausführung komplett durch Erich Kohnert). Sanierungsarbeiten und kleinere Umbauten ab den 1990er Jahren beeinträchtigen das Erscheinungsbild, störend insbesondere ist die Glasspitze auf dem Treppenturm. Teile der gediegenen Ausstattung sind erhalten. Das Gebäude besitzt als eines der wenigen baulichen Zeugnisse des Wirkens von Architekt Alfred Liebig einen künstlerischen, als Bestandteil des qualitätvollen Schleußiger Villenviertels zudem einen baugeschichtlichen Wert. LfD/2015 | 09292370 |
|                                         | Ehemaliges Vereinshaus in offener Bebauung, mit Einfriedung und Hausgarten                                                                             | Stieglitzstraße 40 (Karte)                                | 1928 (Schule) | Putzfassade mit Klinkergliederung, im Stil der Moderne, Architekt: Johannes Niemeyer, Halle/Saale, kunstgeschichtlich, baugeschichtlich und ortsgeschichtlich von Bedeutung | 09262675 |
| Weitere Bilder                          | Bethanienkirche: Kirche (mit Ausstattung), sowie Einfriedung und Vorplatzgestaltung                                                                    | Stieglitzstraße 42 (Karte)                                | 1931–1933 (Kirche), 1482 (glasierte Tonkachel v. Fries am Dormitorium), 1937 (Bildnis Pfarrer Otto Flor), 1937 (Bildnis Pfarrer Kurt Schröder), 1933 (Altar) | markanter Putzbau, Saalkirche mit rundem Westturm und seitlichen Aufgängen, im Untergeschoss Gemeinderäume, Architekten: Zweck & Voigt, baugeschichtlich, kunstgeschichtlich und ortsgeschichtlich von Bedeutung | 09262676 |
|                                         | Wohnhaus in offener Bebauung mit Einfriedung, Vorgarten, Toreinfahrt und Pflasterung des Zugangsweges                                                  | Stieglitzstraße 44 (Karte)                                | um 1930 (Wohnhaus) | Putzfassade, im traditionalistischen Stil, baugeschichtlich von Bedeutung | 09262677 |
|                                         | Reihenhaus einer Wohnanlage, mit Vorgarten und Einfriedung bei Nr. 45                                                                                  | Stieglitzstraße 45; 47; 49 (Karte)                        | 1924–1925 (Wohnhaus) | rötliche Putzfassade, siehe auch Oeserstraße 1–5, Stieglitzstraße 51–55, Rochlitzstraße 38–57, Rödelstraße 2/4, städtebaulich und baugeschichtlich von Bedeutung | 09262673 |
|                                         | Reihenhaus (mit Oeserstraße 1) einer Wohnanlage, mit Vorgarten und Einfriedung                                                                         | Stieglitzstraße 51; 53; 55 (Karte)                        | 1924–1925 (Wohnhaus) | rötliche Putzfassade, siehe auch Oeserstraße 3/5, Stieglitzstraße 45–49, Rödelstraße 2/4, Rochlitzstraße 38–54, städtebaulich und baugeschichtlich von Bedeutung | 09262680 |
|                                         | Wohnhaus einer Wohnhausgruppe (mit Oeserstraße 2–14 und Rochlitzstraße 56) mit Vorgarten                                                               | Stieglitzstraße 59 (Karte)                                | um 1930 (Wohnhaus) | Putzfassaden, symmetrisch aufgebaut, baugeschichtlich von Bedeutung | 09299275 |
|                                         | Wohnhaus in offener Bebauung mit Einfriedung und Vorgarten                                                                                             | Stieglitzstraße 60 (Karte)                                | bezeichnet 1936 (Wohnhaus) | Putzfassade, Bleiglasfenster, im traditionalistischen Stil, baugeschichtlich von Bedeutung | 09290813 |
| Direkt Bild zu diesem Denkmal hochladen | Mietvilla mit Einfriedung und Vorgarten | Stieglitzstraße 61 (Karte)                                | um 1910 (Mietvilla) | Putzfassade, Bleiglasfenster, ehemals originale Blumenkastengitter, Reformstil-Architektur, baugeschichtlich von Bedeutung | 09262679 |
|                                         | Wohnhausgruppe in offener Bebauung mit Einfriedung und Vorgärten                                                                                       | Stieglitzstraße 63; 65; 67; 69 (Karte)                    | um 1920 (Wohnhaus) | abwechslungsreich gestaltete Putzbauten, baugeschichtlich von Bedeutung | 09262678 |
|                                         | Wohnhaus einer Wohnhausgruppe (mit Huberstraße 1–5 und Rochlitzstraße 72), mit Vorgarten und Einfriedung                                               | Stieglitzstraße 71 (Karte)                                | um 1925 (Wohnhaus) | Putzfassade, kleines bleiverglastes Treppenhausfenster, baugeschichtlich von Bedeutung | 09262696 |
|                                         | Mietshaus in offener Bebauung mit seitlicher Einfriedung                                                                                               | Stieglitzstraße 75 (Karte)                                | um 1912 (Mietshaus) | Putzfassade, Erker, bleiverglaste Treppenhausfenster, baugeschichtlich von Bedeutung | 09262632 |
|                                         | Mietshaus in offener Bebauung mit Vorgarten und Einfriedung                                                                                            | Stieglitzstraße 76 (Karte)                                | um 1910 (Mietshaus) | Putzfassade, Dekorwandfliesen mit Abschlussleiste, Reformstil-Architektur, baugeschichtlich von Bedeutung | 09262631 |
|                                         | Mietshaus in offener Bebauung mit Vorgarten | Stieglitzstraße 78 (Karte)                                | um 1910 (Mietshaus) | Putzfassade, Windfangtür, Reste von Wandmalerei im Eingangsbereich, Reformstil-Architektur, baugeschichtlich von Bedeutung | 09262630 |
|                                         | Doppelmietshaus in halboffener Bebauung mit Einfriedung und Vorgarten sowie Pflasterung des Zugangsweges                                               | Stieglitzstraße 80; 82 (Karte)                            | um 1915 (Doppelmietshaus) | Putzfassade, Haustür mit geschliffenen Gläsern, Reformstil-Architektur, baugeschichtlich von Bedeutung | 09294378 |
|                                         | Mietshaus in offener Bebauung | Stieglitzstraße 81 (Karte)                                | um 1905 (Mietshaus) | zeittypische Putzfassade, baugeschichtlich von Bedeutung | 09262629 |
|                                         | Doppelmietshaus in halboffener Bebauung | Stieglitzstraße 85a; 85b (Karte)                          | um 1900 (Doppelmietshaus) | mit Eckladen und Laden, Putzfassade mit zwei Erkern zur Könneritzstraße, Kreuzgratgewölbe und Stuck im Eingangsbereich, Treppenhaus mit viereckigem Auge, städtebaulich und baugeschichtlich von Bedeutung | 09262612 |
|                                         | Mietshaus in ehemals halboffener Bebauung | Stieglitzstraße 86 (Karte)                                | um 1903 (Mietshaus) | ehemals mit Laden, Klinkerfassade, Stuck im Eingangsbereich und in den Wohnungen, baugeschichtlich von Bedeutung | 09262580 |
|                                         | Mietshaus in geschlossener Bebauung | Stieglitzstraße 88 (Karte)                                | um 1905 (Mietshaus) | Klinker-Putz-Fassade, baugeschichtlich von Bedeutung | 09262581 |
|                                         | Mietshaus in geschlossener Bebauung | Stieglitzstraße 89 (Karte)                                | um 1905 (Mietshaus) | mit Tordurchfahrt, Klinkerfassade, Windfangtür, baugeschichtlich von Bedeutung | 09262587 |
|                                         | Mietshaus in geschlossener Bebauung | Stieglitzstraße 90 (Karte)                                | um 1900 (Mietshaus) | Klinkerfassade, baugeschichtlich von Bedeutung | 09262582 |
|                                         | Mietshaus in geschlossener Bebauung | Stieglitzstraße 91 (Karte)                                | um 1900 (Mietshaus) | Putz-Klinker-Fassade, zwei flache Erker, Holzpaneele und etwas Stuckgliederung im Eingangsbereich, Wohnungstüren mit Supraporten, baugeschichtlich von Bedeutung | 09262586 |
|                                         | Mietshaus in geschlossener Bebauung | Stieglitzstraße 92 (Karte)                                | um 1903 (Mietshaus) | mit Laden, Klinkerfassade, Wohnungstüren mit Supraporten, baugeschichtlich von Bedeutung | 09262583 |
|                                         | Mietshaus in geschlossener Bebauung | Stieglitzstraße 93 (Karte)                                | um 1905 (Mietshaus) | Putzfassade, zwei Erker, baugeschichtlich von Bedeutung | 09262585 |
|                                         | Mietshaus in geschlossener Bebauung | Stieglitzstraße 94 (Karte)                                | um 1910 (Mietshaus) | mit Tordurchfahrt, ehemals Eckladen, Klinkerfassade, Stuck in der Tordurchfahrt, baugeschichtlich von Bedeutung | 09262468 |
|                                         | Mietshaus in halboffener Bebauung | Stieglitzstraße 95 (Karte)                                | um 1907 (Mietshaus) | Putzfassade, zwei flache Erker, baugeschichtlich von Bedeutung | 09262584 |
|                                         | Mietshaus in geschlossener Bebauung | Stieglitzstraße 96 (Karte)                                | um 1900 (Mietshaus) | Klinkerfassade, Windfangtür, Stuck im Eingangsbereich, baugeschichtlich von Bedeutung | 09262524 |
|                                         | Doppelmietshaus (Anschrift: Brockhausstraße 21 und Stieglitzstraße 97) in halboffener Bebauung                                                         | Stieglitzstraße 97 (Karte)                                | um 1910 (Doppelmietshaus) | Putzfassade, Holzpaneele im Eingangsbereich, baugeschichtlich von Bedeutung | 09262467 |
|                                         | Mietshaus in geschlossener Bebauung | Stieglitzstraße 99 (Karte)                                | um 1915 (Mietshaus) | Putzfassade, zwei Erker, Haustür mit Resten geschliffener Scheiben, Stuck im Eingangsbereich, baugeschichtlich von Bedeutung | 09262523 |
|                                         | Mietshaus in geschlossener Bebauung | Stieglitzstraße 101 (Karte)                               | um 1910 (Mietshaus) | Putzfassade, Stuck im Eingangsbereich, baugeschichtlich von Bedeutung | 09262522 |
|                                         | Doppelmietshaus in geschlossener Bebauung | Stieglitzstraße 103; 105 (Karte)                          | um 1910 (Doppelmietshaus) | Putzfassade, Stuck im Eingangsbereich, baugeschichtlich von Bedeutung | 09262521 |
| Direkt Bild zu diesem Denkmal hochladen | Villa mit Einfriedung und Vorgarten | Tischbeinstraße 2 (Karte)                                 | 1911–1912 (Villa) | Putzfassade, Reformstil-Architektur, benannt nach Verlagsbuchhändler Walter Seyffert, baugeschichtlich von Bedeutung | 09299653 |
| Direkt Bild zu diesem Denkmal hochladen | Wohnhaus in offener Bebauung, mit Einfriedung und Vorgarten                                                                                            | Tischbeinstraße 4 (Karte)                                 | um 1925 (Wohnhaus) | Putzfassade, im traditionalistischen Stil, baugeschichtliche und stadtteilentwicklungsgeschichtliche Bedeutung | 09299368 |
|                                         | Villa mit Vorgarten | Tischbeinstraße 5 (Karte)                                 | um 1915 (Villa) | Putzfassade, Bleiglasfenster im ersten Obergeschoss, im traditionalistischen Stil, baugeschichtlich von Bedeutung | 09262662 |
| Direkt Bild zu diesem Denkmal hochladen | Wohnhaus in offener Bebauung, mit Garten und Einfriedung                                                                                               | Tischbeinstraße 7 (Karte)                                 | um 1930 (Wohnhaus) | Putzfassade, durchlaufendes bleiverglastes Treppenhausfenster, baugeschichtlich von Bedeutung | 09262694 |
| Direkt Bild zu diesem Denkmal hochladen | Wohnhaus in offener Bebauung mit Einfriedung und Garten                                                                                                | Tischbeinstraße 9 (Karte)                                 | um 1925 (Wohnhaus) | Putzfassade, farbig verglastes Treppenhausfenster, baugeschichtlich von Bedeutung | 09292371 |
| Direkt Bild zu diesem Denkmal hochladen | Villa mit Einfriedung und Garten | Tischbeinstraße 10 (Karte)                                | um 1925 (Villa) | Putzfassade, Reformstil-Architektur, baugeschichtliche und stadtteilentwicklungsgeschichtliche Bedeutung | 09299367 |
| Direkt Bild zu diesem Denkmal hochladen | Wohnhaus in offener Bebauung mit Einfriedung und Vorgarten                                                                                             | Tischbeinstraße 11 (Karte)                                | 1934–1935 (Wohnhaus) | Putzfassade, im traditionalistischen Stil, baugeschichtliche und stadtteilentwicklungsgeschichtliche Bedeutung Anerkannt als steuerbefreiter Eigenheimbau entstand 1934/1935 das zweigeschossige Einfamilienhaus für den Stadtverwaltungsinspektor Bruno Richard Hentschel. Entwerfende und bauleitende Architekten waren Arthur Blockwitz und Erling Dybwad während das Baugeschäft Albin Zehmisch mit der Umsetzung des Vorhabens beauftragt wurde. Für die Eisenkonstruktionen zeichnete Eisenbau Fritsche und Müller verantwortlich. Recht kompakt wirkt der private Wohnungsbau mit Putzfassade über Klinkersockel, abgeschlossen durch ein Walmdach, das Gebäude steht traufständig zur Tischbeinstraße. Aufgrund des guten Originalzustands vor allem auch im Inneren ist ein authentisches Zeugnis der Architektur der 1930er Jahre vorzeigbar, baugeschichtlich bedeutsam. LfD/2013 | 09299364 |
| Direkt Bild zu diesem Denkmal hochladen | Wohnhaus in halboffener Bebauung (bauliche Einheit mit Nr. 15), mit Einfriedung und Vorgarten                                                          | Tischbeinstraße 13 (Karte)                                | um 1935 (Wohnhaus) | Putzfassade, traditionalistische Architektur, baugeschichtliche und stadtteilentwicklungsgeschichtliche Bedeutung | 09299365 |
| Direkt Bild zu diesem Denkmal hochladen | Wohnhaus in halboffener Bebauung (bauliche Einheit mit Nr. 13), mit Einfriedung und Vorgarten                                                          | Tischbeinstraße 15 (Karte)                                | um 1935 (Wohnhaus) | Putzfassade, traditionalistische Architektur, baugeschichtliche und stadtteilentwicklungsgeschichtliche Bedeutung | 09299366 |
|                                         | Einzeldenkmale der Sachgesamtheit Siedlung Hüfferstraße (Obj. 09304318, Hüfferstraße 50–72): sechs Siedlungshäuser                                     | Wilhelm-Wild-Straße 1; 2; 3; 4; 5; 6 (Karte)              | 1930–1935 (Siedlungshaus) | Putzfassade, s. a. Marpergerstraße 1–10 und Hüfferstraße 50–72 und 51–71, baugeschichtlich und städtebaulich von Bedeutung | 09262667 |
|                                         | Wohnhaus in offener Bebauung mit Einfriedung und Garten                                                                                                | Wilhelm-Wild-Straße 8 (Karte)                             | bezeichnet 1938 (Wohnhaus) | Putzfassade, traditionalistische Architektur, Wohnhaus des marxistischen Philosophen Ernst Bloch (1885–1977), als er in den 1950er Jahren einen Lehrstuhl für Philosophie der Universität Leipzig innehatte, baugeschichtlich und personengeschichtlich von Bedeutung | 09292566 |
| Direkt Bild zu diesem Denkmal hochladen | Wohnhaus in offener Bebauung mit Einfriedung und Garten                                                                                                | Wilhelm-Wild-Straße 14 (Karte)                            | um 1930 (Wohnhaus) | Putzfassade, schmiedeeiserne Auslegerlampe, baugeschichtliche und stadtteilentwicklungsgeschichtliche Bedeutung | 09262684 |
| Direkt Bild zu diesem Denkmal hochladen | Wohnhaus in offener Bebauung mit Garten | Wilhelm-Wild-Straße 16 (Karte)                            | um 1930 (Wohnhaus) | Putzfassade, mit Vorbau, baugeschichtliche und stadtteilentwicklungsgeschichtliche Bedeutung | 09299345 |

## Ehemalige Kulturdenkmale
| Bild | Bezeichnung           | Lage                         | Datierung    | Beschreibung | ID       |
| ---- | --------------------- | ---------------------------- | ------------ | --- | -------- |
|      | Parkschneidende Allee | Anton-Bruckner-Allee (Karte) | 1897 (Allee) | Parkschneidende Allee mit zwei Aufweitungen; ehemalige König-Albert-Allee, zentrale Achse der ehem. Sächs.-Thür.-Industrie- und Gewerbeausstellung, ab 1898 des König-Albert-Parks | 09262692 |